# Louis Jourdan

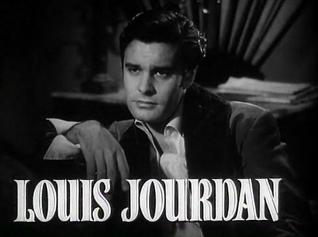
Louis Jourdan

Louis Jourdan (născut Louis Robert Gendre; n. 19 iunie 1921, Marsilia, Franța – d. 14 februarie 2015, Beverly Hills, California, SUA) a fost un actor francez de film.

## Filmografie
| An   | Film/TV                            | Rol                                             | Note |
| ---- | ---------------------------------- | ----------------------------------------------- | --- |
| 1939 | Le Corsaire (The Pirate)           |                                                 | Film neterminat |
| 1940 | La Comédie du bonheur              | Fédor                                           | (Italia: Ecco la felicità) (Anglia: Comedy of Happiness)                                                                                          |
| 1941 | Her First Affair                   | Pierre Rougemont                                | (Franța: Premier rendez-vous) |
| 1941 | Parade en sept nuits               | Freddy, le clown                                | |
| 1942 | L'Arlésienne                       | Frédéri                                         | |
| 1942 | The Beautiful Adventure            | André d'Éguzon                                  | |
| 1943 | The Heart of a Nation              | Christian                                       | Uncredited |
| 1944 | Les Petites du quai aux fleurs     | Francis                                         | |
| 1944 | Félicie Nanteuil (US: Twilight)    | Robert de Ligny                                 | |
| 1945 | La Vie de Boheme                   | Rodolphe/Rodolfo                                | |
| 1947 | The Paradine Case                  | André Latour, Paradine's Valet                  | |
| 1948 | Letter from an Unknown Woman       | Stefan Brand                                    | |
| 1948 | No Minor Vices                     | Octavio Quaglini                                | |
| 1949 | Madame Bovary                      | Rodolphe Boulanger                              | |
| 1951 | Bird of Paradise                   | André Laurence                                  | |
| 1951 | Anne of the Indies                 | Captain Pierre François La Rochelle             | |
| 1952 | The Happy Time                     | Uncle Desmond Bonnard                           | |
| 1953 | Paris Precinct                     | Insp. Beaumont                                  | TV (15 episodes, 1953–1955) |
| 1953 | Decameron Nights                   | Giovanni Boccaccio/Paganino/Giulio/Don Bertando | |
| 1953 | Rue de l'Estrapade                 | Henri Laurent                                   | |
| 1954 | Three Coins in the Fountain        | Prince Dino di Cessi                            | |
| 1956 | The Swan                           | Dr. Nicholas Agi                                | |
| 1956 | Julie                              | Lyle Benton                                     | |
| 1956 | The Bride Is Much Too Beautiful    | Michel                                          | |
| 1957 | Love in the Afternoon              | Narrator                                        | Uncredited |
| 1957 | Escapade                           | Frank Raphaël                                   | |
| 1957 | Dangerous Exile                    | Duke Philippe de Beauvais                       | |
| 1958 | Gigi                               | Gaston Lachaille                                | Nominated – Golden Globe Award for Best Actor – Motion Picture Musical or Comedy 2nd Place – Golden Laurel Award for Top Male Musical Performance |
| 1959 | The Best of Everything             | David Savage                                    | |
| 1960 | Can-Can                            | Philipe Forrestier                              | |
| 1961 | Le Vergini di Roma                 | Drusco                                          | |
| 1961 | The Count of Monte Cristo          | Edmond Dantes                                   | |
| 1962 | Disorder                           | Tom                                             | |
| 1962 | fr                                 | Paul                                            | |
| 1963 | Mathias Sandorf                    | Le comte Mathias Sandorf                        | |
| 1963 | The V.I.P.s                        | Marc Champselle                                 | |
| 1963 | Irma la Douce                      | Narrator                                        | Uncredited |
| 1966 | Made in Paris                      | Marc Fontaine                                   | |
| 1966 | Les Sultans                        | Laurent                                         | |
| 1967 | To Commit a Murder                 | Charles Beaulieu                                | aka Peau d'espion |
| 1967 | Cervantes                          | Cardinal Acquaviva                              | |
| 1968 | To Die in Paris                    | Colonel Bertine Westrex                         | TV |
| 1968 | A Flea in Her Ear                  | Henri Tournel                                   | |
| 1969 | Fear No Evil                       | David Sorell                                    | TV |
| 1969 | Run a Crooked Mile                 | Richard Stuart                                  | TV |
| 1970 | Ritual of Evil                     | David Sorell                                    | TV |
| 1973 | The Great American Beauty Contest  | Ralph Dupree                                    | TV |
| 1975 | Piange Il Telefono                 | Alberto Landi                                   | |
| 1975 | The Count of Monte Cristo          | De Villefort                                    | TV |
| 1976 | L'hippopotamours                   | Le camionneur                                   | |
| 1977 | Silver Bears                       | Prince di Siracusa                              | |
| 1977 | Count Dracula                      | Count Dracula                                   | TV |
| 1977 | The Man in the Iron Mask           | D'Artagnan                                      | TV |
| 1977 | The More It Goes, the Less It Goes | Paul Tango                                      | |
| 1978 | Columbo                            | Paul Gerard                                     | TV episode "Murder Under Glass" |
| 1979 | The French Atlantic Affair         | Captain Charles Girodt                          | TV |
| 1980 | Charlie's Angels                   | Dr. Redmond                                     | TV episode "Nips and Tucks" |
| 1982 | Gamble on Love                     |                                                 | |
| 1982 | Bayou Romance                      | Host                                            | Uncredited |
| 1982 | Escape to Love                     |                                                 | |
| 1982 | Swamp Thing                        | Dr. Anton Arcane                                | |
| 1983 | Octopussy                          | Kamal Khan                                      | |
| 1983 | Double Deal                        | Peter Sterling                                  | |
| 1984 | Cover Up                           | George LeMare                                   | TV |
| 1984 | The First Olympics: Athens, 1896   | Pierre de Coubertin                             | TV |
| 1986 | Beverly Hills Madam                | Douglas Corbin                                  | TV |
| 1987 | Escuadrón                          | Kassar                                          | |
| 1987 | Grand Larceny                      | Charles Grand                                   | |
| 1988 | Counterforce                       | Kassar                                          | |
| 1989 | The Return of Swamp Thing          | Dr. Anton Arcane                                | |
| 1992 | Year of the Comet                  | Philippe                                        | |